# Grotta di Wadi Minayh
La grotta di Wadi Minayh o di Wadi Mineh è un sito in Egitto situato sull'antica via carovaniera che collegava la valle del Nilo con il Mar Rosso. È noto per il rinvenimento di oltre 80 graffiti lasciati in antichità. 
Si tratta di una grotta, un'ansa del Wadi Minayh, nel deserto orientale egiziano, non distante da Luxor e un centinaio di chilometri da Coptos e utilizzata in antichità, in particolare in età augustea, nelle rotte commerciali tra l'Italia e l'India. Dall'India attraverso il Mar Rosso si giungeva in Egitto, presso la costa a Quseir, e attraversando il deserto si giungeva a Coptos, dove avveniva l'imbarco sul Nilo e di qui ad Alessandria. L'attraversamento del deserto durava 12 giorni e la grotta di Wadi Minayh rappresentava uno dei pochi ripari dal sole. Questa grotta è particolarmente nota in Italia perché al suo interno sono state rinvenute iscrizioni di antichi mercanti puteolani. I viaggiatori in antichità vi hanno lasciato più di 80 graffiti e il più antico tra questi datato 27 ottobre 4 a.C. è quello di uno schiavo-mercante di Pozzuoli: Laudanes, schiavo di Calpurnius Moschas. Tra le altre iscrizioni quella di Lysas, altro schiavo di Pozzuoli, di proprietà di Annio Plocamo, il cui liberto in età claudia scoprì, come racconta Plinio, la rotta diretta da Aden a Ceylon. Per la rilevanza del sito è stata installata una ricostruzione della grotta al Museo archeologico dei Campi Flegrei, all'interno della sala 37 della sezione Pozzuoli.

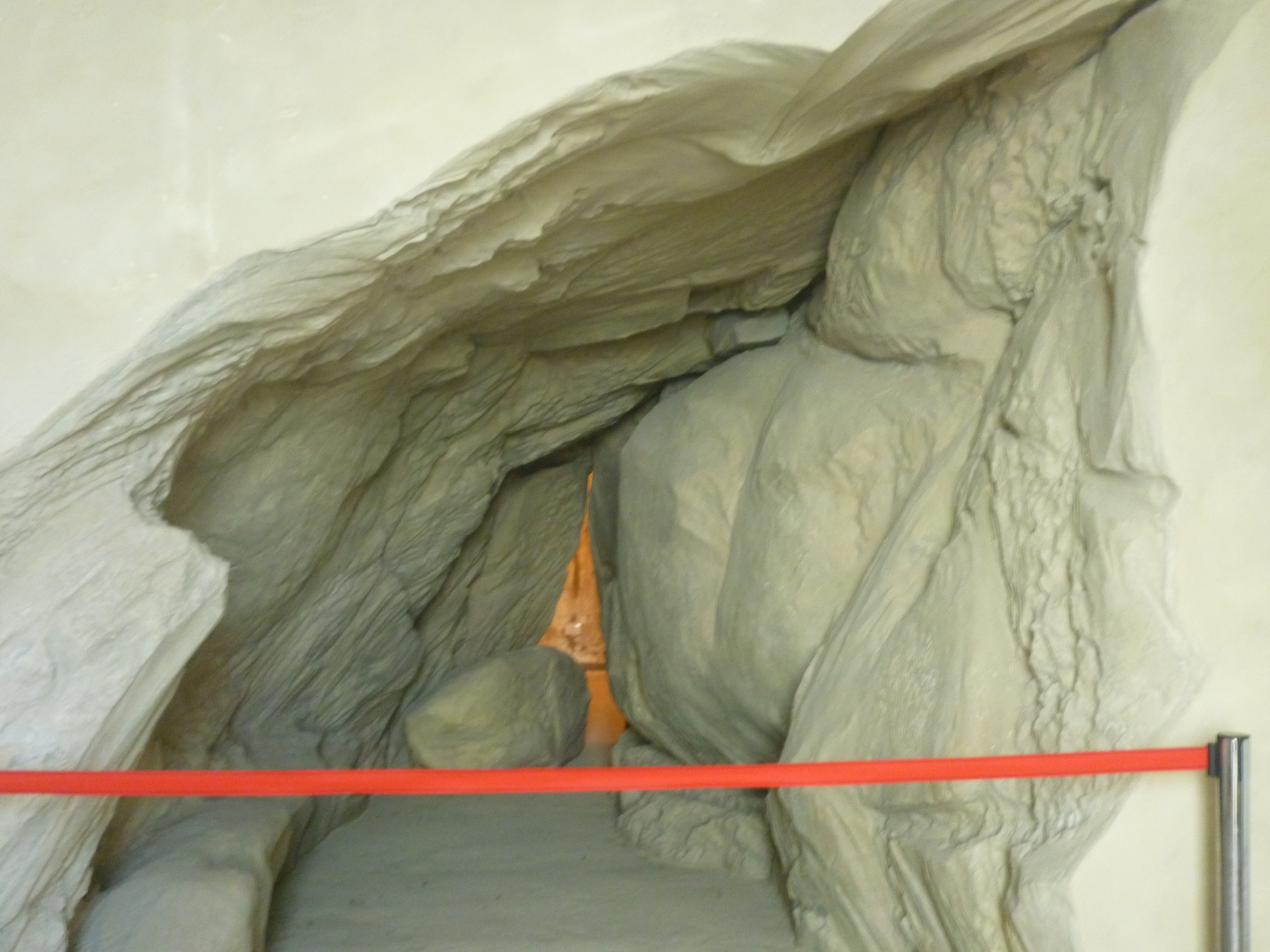
Ricostruzione del contesto della grotta del Wadi Minayh al Museo archeologico dei Campi Flegrei, sala 37